# Салливан, Келли
Келли Салливан (англ. Kelly Sullivan; род. 3 февраля 1978, Пьюаллуп, Вашингтон) — американская актриса. Она окончила Университет штата Аризона и в 2000 году переехала в Нью-Йорк, где получила роль в Бродвейском мюзикле Contact, после чего также выступала в постановках Bells Are Ringing и Young Frankenstein.
В сентябре 2011 года Салливан присоединилась к дневной мыльной опере «Главный госпиталь» в роли психически нездоровой Кейт Говард и её альтернативной личности Конни Фэлконелли. В июне 2013 года было объявлено, что Салливан решила покинуть мыльную оперу спустя почти два года работы в ней. В 2014 году, уже после ухода из шоу, Салливан номинировалась на дневную премию «Эмми» за лучшую женскую роль второго плана. Позже в 2014 году Салливан взяла на себя роль матери в ситкоме «Генри Данжер» и вернулась к мылу с второстепенной ролью в «Молодые и дерзкие».

## Фильмография
| Год       |     | Русское название                      | Оригинальное название        | Роль                          |
| --------- | --- | ------------------------------------- | ---------------------------- | ----------------------------- |
| 2005      | ф   | Продюсеры                             | The Producers                | баварская пейзанка            |
| 2006      | кор | —                                     | Caroline by Committee        | Кейт Сандерс                  |
| 2007      | с   | Закон и порядок: Преступное намерение | Law & Order: Criminal Intent | лейтенант Джессика Харт       |
| 2009      | ф   | Зима замёрзших надежд                 | Winter of Frozen Dreams      | красивая женщина на вечеринке |
| 2009      | ф   | Хладнокровный взгляд, США             | Ice Grill, U.S.A.            | Сэнди Вейл                    |
| 2009      | ф   | Грета                                 | Greta                        | Трейси                        |
| 2009      | ф   | Желание моего отца                    | My Father’s Will             | Кассандра                     |
| 2011—2014 | с   | Главный госпиталь                     | General Hospital             | Кейт Ховард / Конни Фалконери |
| 2012      | ф   | —                                     | Found in Time                | Джина                         |
| 2012      | ф   | —                                     | The Test                     | Джулия                        |
| 2013      | кор | —                                     | Meet Pete                    | Келли                         |
| 2014      | с   | Рейк                                  | Rake                         | Уэнди                         |
| 2014—2016 | с   | Молодые и дерзкие                     | The Young and the Restless   | Сейдж Уорнер / Сейдж Ньюман   |
| 2014—2020 | с   | Опасный Генри                         | Henry Danger                 | Крис Харт                     |
| 2016      | ф   | —                                     | The Stranger Inside          | Лайла                         |
| 2016—2017 | с   | Слишком близко к дому                 | Too Close to Home            | Бонни                         |
| 2017      | с   | Бруклин 9-9                           | Brooklyn Nine-Nine           | Кэсси Синклер                 |
| 2017      | ф   | Роман Израэл, эсквайр                 | Roman J. Israel, Esq.        | Кэтрин                        |
| 2017      | кор | —                                     | Ashes                        | Кейси                         |
| 2018      | мс  | Приключения Опасного Малого           | The Adventures of Kid Danger | Крис Харт                     |
| 2018      | ф   | —                                     | Her Boyfriend’s Secret       | Мелисса Дейвис                |
| 2018      | ф   | —                                     | Til Ex Do Us Part            | София                         |
| 2018      | с   | Звезда                                | Star                         | Беки                          |
| 2018      | ф   | —                                     | Instakiller                  | Лайла                         |
| 2018      | ф   | —                                     | Killer in Law                | Мелисса Ферридей              |
| 2018—2019 | с   | Пять точек                            | Five Points                  | Вики Беннетт                  |
| 2019      | с   | Утреннее шоу                          | The Morning Show             | Вики Мандерли                 |
| 2020      | с   | Грязный Джон                          | Dirty John                   | Бритт                         |